# Mbini (Fluss)
Der Mbini ist ein Küstenfluss in Äquatorialguinea und Gabun. Er ist der bedeutendste Fluss in Äquatorialguinea.

## Namensgebung
Der Mbini wird unterschiedlich bezeichnet. Aus der spanischen Kolonialzeit stammt der Name Rio (San) Benito. Der Unterlauf wird meist Mbini, der Ober- und Mittellauf auch oft Wele oder Woleu genannt.

## Verlauf
Der Fluss hat seine Quellen im nördlichen Gabun, in der Provinz Woleu-Ntem, knapp 50 Kilometer östlich von Oyem. Er fließt von Ost nach West. Im Oberlauf ist sein Bett auf einem Plateau mit sehr geringem Gefälle und mäandriert stark. Der Unterlauf führt durch bergiges Gebiet. Nach der Stadt Djibloho, etwa nach der Hälfte seines Fließweges, nimmt das Gefälle zu und der Fluss biegt rechtwinklig nach Norden ab. Kurz darauf befindet sich das Kraftwerk Djibloho. Der Fluss fließt weitere knapp 50 Kilometer nach Norden, bis er in einem weiten Bogen auf Süd-West schwenkt. Etwa 60 km vor seiner Mündung stürzt er die Cascada Mandoc hinab. Kurz bevor der Mbini in sein etwa 30 km langes Ästuar übergeht wird das Kraftwerk Sendje gebaut.
An seiner Mündung erstrecken sich weite Mangrovenwälder, die bis 20 Kilometer ins Landesinnere reichen.